# سرديان سردتش
سرديان سردتش (بالسيريلية الصربية: Srđan Srdić) (مواليد 1977، كيكندا) روائي وقاص ومحرر وكتابة إبداعية المعلم. نشرت روايتين ومجموعتين القصة القصيرة وأسهمت كما كاتب و\أو محرر قي مكتوب بعض مجموعات القصص القصيرة وبعض المجلات الأدبية أيضا.

## تعليمه
بعد تخرجه من المدرسة الثانوية الموسيقية، تخرجت من جامعة بلغراد و حصلت على درجة الماجستير في الأدب العالمي والنظرية الأدبية. بعد تخرجه، دخلت دراسة الدكتوراه في جامعة بلغراد وأعد أطروحة الدكتوراة وعنوانها: ((ما بعد البنيوية في عمل جوناثان سويفت)).

## مهنة
عام 2007 ،عندما سوف لا تزال تعمل كمدرسة، فاز سردتش بالجائزة الأولى في مسابقة القصة القصيرة ,,ولزنتزا’’ ، و فاز بجائزة القصة الفصيرة ,,لازا لازروتش’’ عام 6009. العام المقبل حصل سردتش على منحة دراسية بورسلاو باكتش لدراسة
مجموعة القصص القصيرة. عمل مرارا كمحرر من مهرجان القصصى القصيرة في كيكند.

### حقل ميت
في عام 2010، أعلن سرديتش أول رواية له التي تلقيت لنقد إيجابي والتحصل على عدة جواءز أدبية وطنية في صربيا مثل (نين، فيتال وبوريساف ستانكوفيتش) و جاءزة ميتشا ساليموفيتش الوطنية. مدحت القصة خاصة للغتها التي جمعت بين الأسلوبية والشكلية المطلوبة للتعامل مع هذا الموضوع، واستخدام كلا الحداثية (جنبا إلى جنب مع مقارنات يوليسيس) وتقنيات ما بعد الحداثة، ونوبات متكررة من منظور والتسجيل.
```
وضع في عام 1993، خلال حرب يوغسلافيا، تحتوي الرواية عدة حبكات: حول صديقين، بابلو وباولو، يسفرون من كيكيندا إلى بلغراد، بسبب التهرب من الخدمة العسكرية - بسبب الإيديولوجيا العنفي من الرجل الأول أو ببساطة رافقة بلا هدفة في حالة الرجل الثاني. و يتبع الحقبة الثانية ستيلا، التي سفرت في الاتجاه المعاكس من صديقين - بينما يتبع الحقبة الثالثة النقيب السيكوباتي - وبذلك تكشف تاثير قوى من ادب كورمك ماك آرثر. وفقا للمؤلف، هذه الرواية هي تراجيديا - و يقع مصدر التراجيديا في سياق الرواية، ولم في شخصياتها خيالية.
كما الكثير من أعمال سردتش الأدبية، تعتمد هذه الرواية على تناص والأعمال الادبية من یرزی کوشینسکی، 
ويليام فوكنر
، 
جورج باطاي
، غودفولش، كهانت الخ.
```

### اسبيرنتو
تتكون مجموعة اسبيرنتو: أغاني عن الموت من تسع قصص قصيرة، تتحدث كل منها عن موت. نشرت عام 2011، فازت هذه مجموعة بجائزة بيلينا يوونويتش وجائزة دولية ادو بودشا، مع اشادة ممتازا من النقاد.
إلى جانب التناص، ظهرت هذه مجموعة التأثير القوي لأدب صمويل بيكيت و ويليام فوكنر (وردة لإيميلي), مع عدد كبير من پری فارل اليقتبس. يأتي اسم قصة ,,زوزنر’’ من اولد مان غولوم طاقم موسيقي أغنية ,,دواء’’ - فمن الممكن عن ينظر فيهذه مجموعة أثر قوى من توماس مان و آنری میشو و ميشال ويلبك أيضا.
كانت كل قصص من مجموعة نشرتا في المجلات الأدبية صربي وكرواتي. كان ترجمة إلى لغة أوكراني من قصة ,,رمادي، شيء كئيب’’ نشرا في مجلة الإنجليزية ,,اوفي بورس ’’. كانت قصة ,,البعوض’’ ترجمتا الي لغة ألبانية ونشرتا في مقتطفات قصص قصيرة ,,من بلغراد، مع حب’’. كانت قصص سردتش ترجمتا إلى لغة مجرية ولغة رومانية ولغة بولندية أيضا.

### ساتوري
نشرت رواية سردتش الثانية عام 2013، من قبل ,,كرر’’ دار نشر.
تحتوي الرواية الاقتباسات الطويلة من عمل ابلومف والمقابلة مع توبي دريور من ,,كايو دوت’’ الفرقة الموسيقية و ,,غادسپید یو! بلک امپرور’’ كلمات الأغنية و ,,سوتريبو’’ كرتون اقتباسات
```
على الرغم من تستخدم الرواية أسلوب بيلدونجسرومان وورواية الطريق، هذه الرواية في الواقع مكافحة بيلدونجسرومان ـ مع بطل الرواية لم يتعلم شيءا ابدا ولم يحصل في أي مكان
```

### احتراق
كان ,,احتراق’’, مجموعة قصص سردتش القصيرة نشرتا في مايو، عام 6014. كان هذه مجموعة نشرتا من قبل ,,كرر’’ دار نشر، وتتكون من تسع قصص، كل منها تتحدن عن مشكلة الهوية بطرق مختلفة. لالملخص هذه المجموعة، فاز سردتش منحة دراسية ,,بورسلان باكتش’’.
اشتمل ناقد الأدبي فلاديمير ارسنيوتش سردتش بين أهم مؤلفين في زمن بعد تفكك يوغوسلافيا, عندما أعرب ناقد ميرنس سوكولووتش عن موقف حرج، لا أشكك في أهمية عمل ادبية سردتش.

### التأثيرات الأخرى
و استشهد سردتش دیوید فاستر والاس ودون ديليلو و إيفو أندريتش ويوكيو ميشيما و جونتان فرايزر و روبرتو بولانيو ولويس-فرديناند سيلين وتوماس برنهارد وميخائيل بولغاكوف كما صلة له القراءة / الكتابة•

## ببليوغرافيا

### روايات
- Mrtvo polje. Beograd: Stubovi kulture. 2010. p. 287. ISBN 978-86-7979-308-9
- Satori. Beograd: Književna radionica Rašić. 2013. p. 215 ISBN 978-86-6351-000-5

### قصص قصيرة
- Espirando. Beograd: Stubovi kulture. 2011. p. 181. ISBN 978-86-7979-346-1
- Sagorevanja. Beograd: Književna radionica Rašić. 2014. p. 169. ISBN 978-86-6351-006-7

### مختارات القصص القصيرة
- Da sam Šejn. Zagreb: Konzor. 2007. p. 229-234. ISBN 978-953-224-201-0
- Kikinda Short 3.0. Kikinda: Narodna biblioteka "Jovan Popović". 2009.- as editor ISBN 978-86-7378-031-3
- Kikinda Short 04. Kikinda: Narodna biblioteka "Jovan Popović". 2010. - as editor ISBN 978-86-7378-033-7
- Kikinda Short 05 Kikinda: Narodna biblioteka "Jovan Popović".2011. - as editor ISBN 978-86-914515-0-9
- Nga Beogradi, me dashuri. Priština: MM. 2011. p. 155-172. ISBN 978-9951-516-05-1
- Izvan koridora. Zagreb: V.B.Z. d.o.o. 2011. p. 151-159. ISBN 978-9940-9215-6-9
- U znaku vampira: muške priče o krvopijama. Beograd: Paladin. 2012. p. 96-105. ISBN 978-86-87701-20-5
- Pucanja: izbor iz mlade srpske proze. Beograd: Službeni glasnik. 2012. ISBN 978-86-519-1536-2
- Putnik sa dalekog neba: Miloš Crnjanski u priči. Beograd: Laguna. 2013. p. 339-348. ISBN 978-86-521-1301-9
- Nova srpska pripovetka. Beograd: Paladin. 2013. p. 462-470. ISBN 978-86-87701-37-3
- Gavrilov princip: priče o sarajevskom atentatu. Beograd: Laguna. 2014. p. 115-129. ISBN 978-86-521-1551-8

## الروابط الخارجية
- "Grey, Gloomy Something" in English
- "Page on the Književna radionica Rašić publishing house website" نسخة محفوظة 27 أبريل 2020 على موقع واي باك مشين.
- "Page on the Stubovi kulture publishing house website"